# Myzostoma brevilobatum
Myzostoma brevilobatum is een ringworm uit de familie Myzostomatidae.
Myzostoma brevilobatum werd in 1937 voor het eerst wetenschappelijk beschreven door Jägersten.